# Yami to bōshi to hon no tabibito
Yami to bōshi to hon no tabibito (ヤミと帽子と本の旅人?, Yami to bōshi to hon no tabibito, lett. "L'oscurità, il cappello e coloro che viaggiano nei libri") è una visual novel pubblicata nel 2002 dalla Root da cui è stato tratto un anime composto da 13 episodi prodotto da Studio Deen nel 2003. Sebbene i personaggi del gioco e dell'anime siano gli stessi, la storia è leggermente differente. L'anime verte intorno all'amore che la protagonista Hazuki prova nei confronti della sorellastra Hatsumi, e pertanto la serie è considerato uno yuri a tutti gli effetti. I quattro protagonisti della serie, inoltre, fanno una piccola apparizione nell'anime Tōka Gettan, prodotto dallo Studio Deen e basato su un videogioco della Root.

## Trama
Non appena scocca la mezzanotte del giorno del suo sedicesimo compleanno, Hatsumi Azuma scompare in un lampo di luce verde. Decidendo di assecondare il volere di Hazuki, sorella di Hatsumi, il parrocchetto parlante Ken la conduce da Lilith, Yami guardiana della Grande Biblioteca, nella quale sono custoditi tutti i mondi dell'universo sotto forma di libri. Inizialmente restia a farsi accompagnare dalla Yami nel viaggio tra i libri alla ricerca di Hatsumi, infine Hazumi decide di fidarsi: le due ragazze partono così alla scoperta dei mondi nei libri.

## Personaggi
Hazuki Azuma (東 葉月?, Azuma Hazuki)
Posata e seria, è la sorella minore di Hatsumi, nei confronti della quale è molto protettiva, ed è innamorata di lei. Sembra fredda e distaccata, ma in realtà è romantica e vulnerabile, fino al punto da sottomettersi, ma si rifiuta di mostrare debolezza o appoggiarsi a qualcuno. Un esempio di questo lato del suo carattere è l'iniziale rifiuto dell'aiuto di Lilith: solo quando la Yami le fa notare che non sarebbe in grado di viaggiare nei libri senza di lei Hazuki ne accetta l'aiuto. Non appena non ha più bisogno dell'aiuto di Lilith, non mostra più riguardi per lei e per i suoi desideri. Hazuki venera Hatsumi e considera la sua attrazione per lei volgare e imperdonabile: è convinta che sia sua la colpa della scomparsa della ragazza perché, proprio quando il fatto è avvenuto, stava tentando di baciarla. Non si separa mai della sua katana.
Hatsumi Azuma (東 初美?, Azuma Hatsumi)
È la sorella maggiore adottiva di Hazuki. Hatsumi è all'apparenza muta e comunica soprattutto attraverso i gesti e le espressioni del volto. Nonostante sia la sorella maggiore, è fisicamente più bassa e magra e ha sempre rappresentato per Hazuki una figura estremamente importante. Sebbene in principio possa sembrare che l'amore di Hazuki non sia corrisposto, alcune circostanze nel settimo episodio lasciano intendere che le cose non stiano proprio così e che probabilmente anche Hatsumi provi dei sentimenti nei confronti di Hazuki. Nel primo episodio scompare in un lampo di luce verde, causando così il viaggio di Hazuki alla sua ricerca. In realtà, Hatsumi è una delle forme della precedente Yami della biblioteca, Eve, che trascorre la sua vita millenaria viaggiando da libro a libro per un periodo di sedici anni, per poi scomparire e rinascere altrove.
Lilith (リリス?, Ririsu)
Custode della Grande Biblioteca, è la terza Yami dopo Adam, il creatore di tutti i mondi, ed Eve. Nell'anime, Lilith è attratta da Hazuki e cerca in ogni modo di attirare le attenzioni della giovane. Lilith sembra odiare Eve perché ha abbandonato il suo dovere per divertirsi: per questo motivo è intenzionata a ritrovarla e fare in modo che ritorni alla Biblioteca. Lilith pensa solo a se stessa, ma il suo lato gentile e vulnerabile si manifesta spesso quando incontra bambini in difficoltà; gli adulti non sembrano invece muoverla a compassione. Ha maniere piuttosto infantili, ma a volte mostra grande saggezza e conoscenza. È attratta sia dagli uomini che dalle donne, sebbene non sviluppi mai relazioni sentimentali vere e proprie. Alla fine dell'anime, sembra di capire che Lilith ed Eve abbiano una relazione.
Ken (ケン?, Ken)
È un parrocchetto in grado di parlare. Accompagna Lilith nei suoi viaggi ed è volgare, pervertito e troppo sicuro di sé. Si mette spesso nei guai; nel gioco, lavora per Arya.
Arya (アーヤ?, Āya)
È un ragazzo misterioso dai capelli d'argento che compare in ogni episodio dell'anime e alcune volte nel videogioco. È sempre travestito per rendersi irriconoscibile e spesso assume le sembianze di un animale. Alla fine dell'anime, lo si vede chiudere un libro che sembra contenere la dimensione dei viaggiatori dei libri.
Kogechibi (コゲチビ?, Kogechibi)
Vive nella biblioteca e fisicamente ricorda Eve, sebbene sia alta un metro e abbia gli occhi di colore diverso rispetto a Eve stessa. È coperta da un cappello con un occhio solo. Si esprime con i versi e i suoni tipici di un neonato; ama gli esplosivi, in particolare i fuochi artificiali, e la si vede spesso costruire catapulte e piattaforme di lancio con libri e penne. Nel videogioco, viene rivelato che gli Yami si frantumano quando si stancano troppo e che questi frammenti prendono vita: Kogechibi rappresenta un frammento di Eve.
Gargantua (ガルガンチュア?, Garuganchua)
Compare nel secondo episodio dell'anime, accompagnato da tre demoni inetti e da una domestica di nome Seiren. È un orfano e ha conosciuto Eve con il nome di Jill quando questa era l'assistente custode muta dell'orfanotrofio dove vivevano Gargantua e una ragazzina di nome Ritsuko. L'allora bambino sviluppò un'insana gelosia nei confronti di Jill e del legame che questa aveva con Ritsuko, a tal punto da arrivare a ucciderla per errore: la donna scomparve proprio in quell'istante nella solita luce verde tipica del passaggio di dimensione. Da allora, Ritsuko e Gargantua sono immortali. Nel gioco, Gargantua cerca di ottenere più frammenti possibile di Eve. Alla fine dell'anime, grazie a Eve e Tamamonomae, Gargantua ritorna al reame che Lilith gli ha dato per il sacrificio della principessa Mariel e porta Ritsuko con sé.
Ritsuko (リツコ?, Rituko)
Appare per la prima volta nel terzo episodio. Dopo l'incontro con Eve che ha segnato la sua infanzia, è diventata una maga immortale, la cui età reale si aggira intorno ai 100 anni, sebbene non ne dimostri più di 25. Ritsuko non ha mai dimenticato Gargantua e Jill e porta con sé dei piccoli ritratti che le ricordano sempre i momenti trascorsi all'orfanotrofio. Essendo una guaritrice, viene chiamata in un castello per curare la principessa Mariel, della quale diventa buona amica. Mentre è in compagnia di Mariel, la principessa viene rapita da Gargantua, che cerca di sacrificarla a Lilith per sapere dove si trova Eve. Per non aver impedito il rapimento, viene rinchiusa in un labirinto. Nel gioco Ritsuko usa magia sessuale. Ha un clone creato dalla se stessa futura, che viaggia attraverso i libri con due bambini. Alla fine dell'anime, grazie a Eve e Tamamonomae, Gargantua la libera dal labirinto e la porta con sé nel proprio reame.
Milka (ミルカ?, Miruka)
Compare nel sesto episodio ed è sotto le cure di Seiren. Il suo destino è restare intrappolata per l'eternità nel corpo di una bimba di cinque anni. Vive su un'isola e non ha altri amici all'infuori di Seiren e della sua tigre Rascaless. Prima era una donna anziana ad occuparsi di lei, ma siccome era malvagia Rascaless l'ha uccisa. L'isola dove vive sembra costantemente soggetta a periodici cambiamenti durante i quali il cielo e la terra si aprono, per poi richiudersi senza lasciare traccia di quanto successo. Durante uno di questi cambiamenti, il mare si apre e Milka cerca di attraversarlo a piedi per fuggire, ma quando il fenomeno ha termine, la bimba rischia di annegare e viene salvata dalla sua tigre. Dopo il salvataggio, Seiren confessa di essersi convinta che Milka abbia dei poteri magici e per questo l'ha tenuta reclusa per poterli usare contro Lilith, colpevole di averla abbandonata. Tuttavia, quando scopre che i cambiamenti in realtà sono causati da Kogechibi che gioca con il libro dove vivono, Seiren la lascia libera.
Quill
Compare nel quinto episodio, in una dimensione simile all'età della pietra. Guida Hazuki e Lilith al villaggio nascosto nella caverna dove vive insieme alla sua gente e dove è presente una malvagia presenza: un mostro gigante che viene sconfitto dalla spada di Hazuki. A differenza della maggior parte degli altri personaggi, non compare nel videogioco.
Fujihime (藤姫?, Fujihime)
Compare insieme a Meirin nell'ottavo e nono episodio in un libro che ricorda l'era dei samurai in Giappone. All'apparenza identica ad Hatsumi, ha però gli occhi viola invece che rossi; inizialmente, Hazuki la confonde con la sorella. Hazuki viene ospitata una notte al suo castello, dove riceve in dono dalla principessa il pettine di Hatsumi. Fujihime è lo spirito di un glicine al quale Eve ha donato dei poteri e la capacità di parlare. Nel videogioco, Fujihime vive tra le montagne, separata dal resto del mondo da una foresta di bambù. Qui, è la compagna del Dio della Montagna.
Meirin (メイリン?, Meirin) / Tamamonomae (玉藻の前?, Tamamo no Mae)
È una ragazza-volpe allegra e chiacchierona con due code che cerca di migliorare la propria vita avvicinandosi alla principessa Fujihime. Tamamonomae è la sua forma futura ed è dotata di nove code. Da un dialogo con Gargantua, però, sembra che in realtà rappresenti l'essere principale del quale Meirin è l'emanazione, proprio come Eve e Kogechibi. Nell'anime, sembra in confidenza con Lilith e flirta con diversi personaggi. Nonostante le sue tendenze alcoliste e sessuali, è altruista. Inoltre, riporta Mariel alla forma umana e aiuta Gargantua a comprendere la verità. Vive in una dimensione al di fuori dello spazio e del tempo, composta da una tipica casa giapponese sospesa nel vuoto e chiamata Space Hall. Gargantua e i suoi tre demoni, Hazuki, Ken, Lilith e Eve compaiono qui negli episodi finali.
Lala (ララ?, Rara)
È l'intelligenza artificiale che controlla l'astronave nella quale Hazuki e gli altri finiscono nel decimo episodio. L'astronave aveva lo scopo di condurre alcuni degli abitanti della Terra alla ricerca di nuovi pianeti colonizzabili; tuttavia, i passeggeri sembrano non avere più di dieci anni. Questo si spiega con il fatto che tutti gli adulti sono morti a causa di una malattia nove anni prima e Lala fa credere ai bambini che i genitori siano ancora in vita, sebbene incapaci di muoversi dai loro letti, riproducendo artificialmente le loro voci.
Seiren (セイレン?, Seiren)
Una bellissima donna dai capelli blu, nell'anime è alleata di Gargantua. Lui la definisce diabolica, ma si fida di lei e chiede il suo aiuto per cercare Eve. È arrabbiata con Lilith, accusandola di averla abbandonata. Si offende ancora di più quando, sull'isola di Milka, Lilith non sembra ricordarsi di lei.
Yoko Sumeragi (皇蓉子?, Sumeragi Yōko)
È una donna che appare in un libro ambientato durante la guerra russo-giapponese. È un agente segreto e un'esperta di arti marziali, conosciuta per aver mandato all'ospedale tre colleghi durante l'allenamento.
Mariel (マリエル?, Marieru)
È la principessa del mondo di Ritsuko e Gargantua. Un giorno, sotto le cure di Ritsuko, incontra Gargantua e prende una cotta per lui. Alla fine, viene rapita e sacrificata a Lilith da Gargantua, ma viene reincarnata e usata come domestica da Tamamonomae.

## Episodi
La sigla di apertura Hitomi no naka no meikyuu è cantata da Aiko Kayō, mentre la sigla di chiusura Eien no inori wo sasagete è cantata da Sanae Kobayashi.
| Nº | Titolo italiano Giapponese 「Kanji」 - Rōmaji | In onda          | In onda |
| Nº | Titolo italiano Giapponese 「Kanji」 - Rōmaji | Giapponese       |         |
| 1  | Hazuki 「葉月」 - Hazuki                      | 2 ottobre 2003   |         |
| 2  | Yoko 「容子」 - Yōko                          | 9 ottobre 2003   |         |
| 3  | Jill 「ジル」 - Jiru                          | 16 ottobre 2003  |         |
| 4  | Mariel 「マリエル」 - Marieru                 | 23 ottobre 2003  |         |
| 5  | Quill 「クィル」 - Kwiru                      | 30 ottobre 2003  |         |
| 6  | Milka 「ミルカ」 - Miruka                     | 7 novembre 2003  |         |
| 7  | Hatsumi 「初美」 - Hatsumi                    | 14 novembre 2003 |         |
| 8  | Fujihime 「藤姫」 - Fujihime                  | 21 novembre 2003 |         |
| 9  | Meilin 「メイリン」 - Meirin                  | 28 novembre 2003 |         |
| 10 | Leila 「レイラ」 - Reira                      | 5 dicembre 2003  |         |
| 11 | Tamamonomae 「玉藻の前」 - Tamamo no Mae      | 14 dicembre 2003 |         |
| 12 | Gargantua 「ガルガンチュア」 - Garuganchua    | 18 dicembre 2003 |         |
| 13 | Lilith 「リリス」 - Ririsu                    | 25 dicembre 2003 |         |